# Bertha-kastély
A Bertha-kastély, vagy más néven Bertha-kúria egy Rábahídvégen található kastély, melynek korábbi tulajdonosai a felsőőri Bertha és a Seebach család voltak. Ettől nem messze, szintén a településen van a Seebach-kastély, aminek korábban többek között a Bertha család ugyancsak a birtokosa volt.

## Története

### 18-19. század
Az épület először 1733-ban kerül említésre Bél Mátyás Vas vármegye leírása című könyvében, mint Foky János, egykori Vas vármegyei alispán örököseinek kastélyaként. A felsőőri Bertha családból az első tulajdonos Bertha Márton (Rábahídvég, 1755 - Rábahídvég, 1786) rábahídvégi földbirtokos volt, akinek az apja, Imre (Rábahídvég, 1723 - Rábahídvég, 1769) és nagyapja, György (Völcsej, 1692 - Rábahídvég, ?) szintén ott bírt földdel. A 18. század második felében épült a kastély régebbi, földszinti része Imre vagy fia, Márton által barokk stílusban. 1786-ban Márton fia, Bertha Ignác Vas vármegyei alispán örökölte meg az ingatlant apja halálakor. Az ő elhunytát követően 1847-ben fiára, Bertha Antal vasi főjegyzőre szállt a birtok, 1874-ben pedig Bertha György országgyűlési képviselő, főszolgabíróé lett a kastély, illetve az uradalom, amit Borovszky Samu "csinos úri lakként" aposztrofált 1898-es Vas vármegyéről szóló könyvében. Mivel György mindkét fia, Aladár (1870-1895) és András (1873 március - 1873 július) fiatalon hunyt el, ezért nem maradt egyenesági örökös, így a végrendeletében azt keresztlányára, a német származású, bárói családból való Seebach Matild bárónőre (Szombathely, 1875 - Rábahídvég, 1964) hagyta. A kastély kibővítése, az emelet felhúzása és historizáló, eklektikus stílusú felépítésének kialakítása már akkor történhetett, amikor az Antal vagy fia, György tulajdonában volt.

### 20-21. század

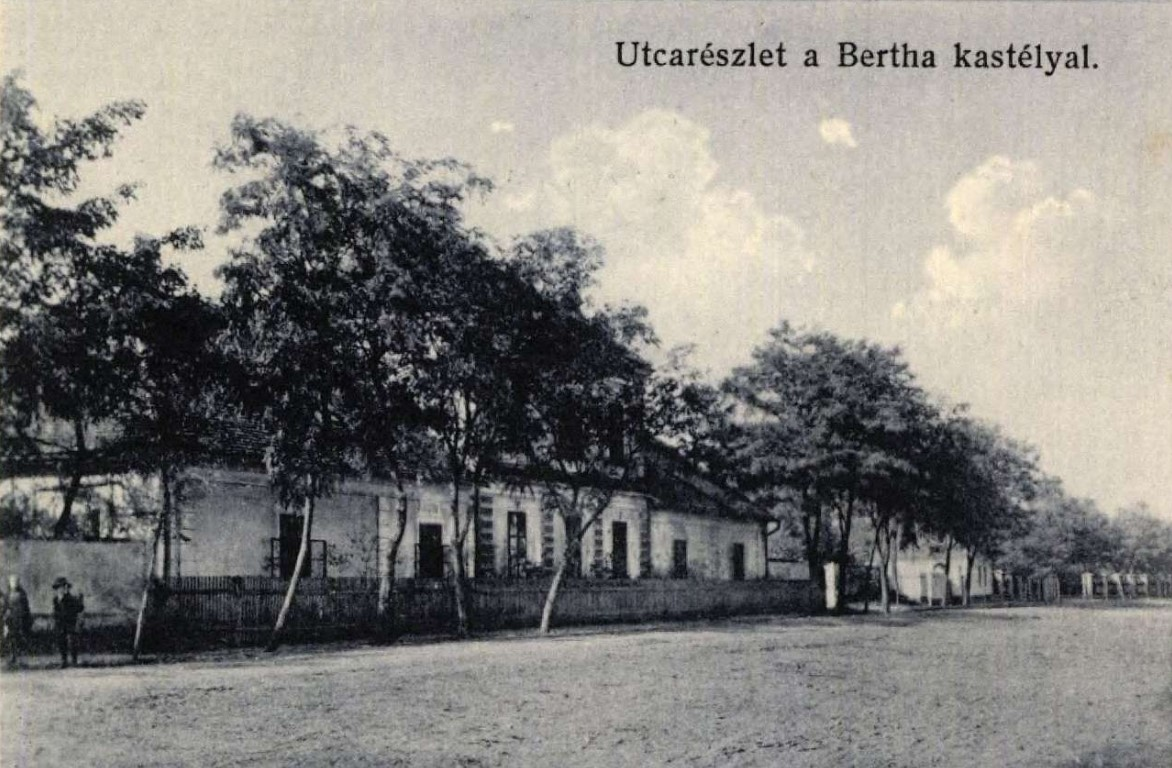
A Bertha-kastély utcafelöli oldala egy régi képeslapon, feltehetőleg az 1930-as években

1905-ben, Bertha György halálakor végrendeletének megfelelően Seebach Matild örökölte meg a kastélyt. Az első világháború kirobbanását követően Magyarországot váratlanul érte a nagy létszámú hadifoglyok elszállásolásának problémája. Mivel nem voltak megfelelően kiépített hadifogolytáborok, ezért ilyen célokra a kastélyokat vették igénybe, különösen a tisztek esetében, rájuk nagyobb figyelmet fordítottak. 1914. szeptember 9-én a Pozsonyi Császári és Királyi Katonai Parancsnokság arra kérte az alispánt, hogy mérje fel, Vas vármegyében hol lehetne elszállásolni orosz hadifogolytiszteket. Így a Vasvári járásban a főszolgabíró a jelentésében a Bertha-kastélyt ajánlotta az alispánnak a tisztek elszállásolására, csakhogy abban már a sebesülteket helyezték el. 1919 júniusában az épület kilenc szobával, egy konyhával, négy katasztrális holdnyi (2,3 hektárnyi) kerttel rendelkezett, és részben lakott volt egy özvegy nyugdíjas, egy tanító és azok családjaik által egy akkori összeírás szerint. A második világháború végén szovjet katonák szállták meg a kilenc helyiséggel rendelkező épületet, amit 1945-ben el is vettek Matildtól, csakúgy mint a Seebach-kastélyát. Egy évvel rá, 1946 júniusában a Vas Megyei Földbirtokrendező Tanács a kúriát, az udvart és a melléképületeket a római katolikus egyházközségnek adta oda iskola és tanítói lakás céljából, azzal az indoklással, hogy ez a hasznosítási forma felel meg a legjobban az egykori tulaj, Bertha György emlékének. Később elvették az egyháztól és lakásokat alakítottak ki benne. 1983 novemberében a felújítás végéhez közeledett a kastély: nyolc lakást komfortossá alakítottak és létrehoztak benne egy zöldségesboltot, kivitelezője a vasvári költségvetési üzem volt. Decemberre már a lakók is visszaköltözhettek, az udvarban pedig korlátozták az állattartást a szomszédban lévő óvoda miatt.
Jelenleg lakóházként, üzletként, illetve a település óvodájaként funkcionál, állapota eléggé elhanyagolt, de a település tervezi a felújítását. A kertben egy földszintes épület van, amely korábban a gazdatiszt lakása volt, ennek egy részét már lebontották. A kúria mellett egy idős platánfa még ma is megvan.

## Kialakítása
Szabadon álló épület, T-alaprajzú, egyemeletes épület, szárnyai földszintesek, főhomlokzata 3+3+3 tengelyes.
- Szárnyak: a földszinten korábban 2-2 ablak húzódott, közöttük lizénák vannak, amelyek a rizaliton régen kváderes kiképzésűek voltak, a rizalitot törtívű oromzat zárja le.
- Középrész: emeletén az ablakok alatt táblás köténydísz található, a szárnyak nyílászárói már újak.
- Bal és jobb oldali oldalhomlokzat: már átalakították, a hátsó homlokzat nyílászáróit is kicserélték, s annak középrészén erősen előrelépő középrizalit húzódik, amelyet timpanon zár le, tükrében kör alakú világítóablakkal. A rizalitban került kialakításra a lépcsőház.[1]

## Galéria

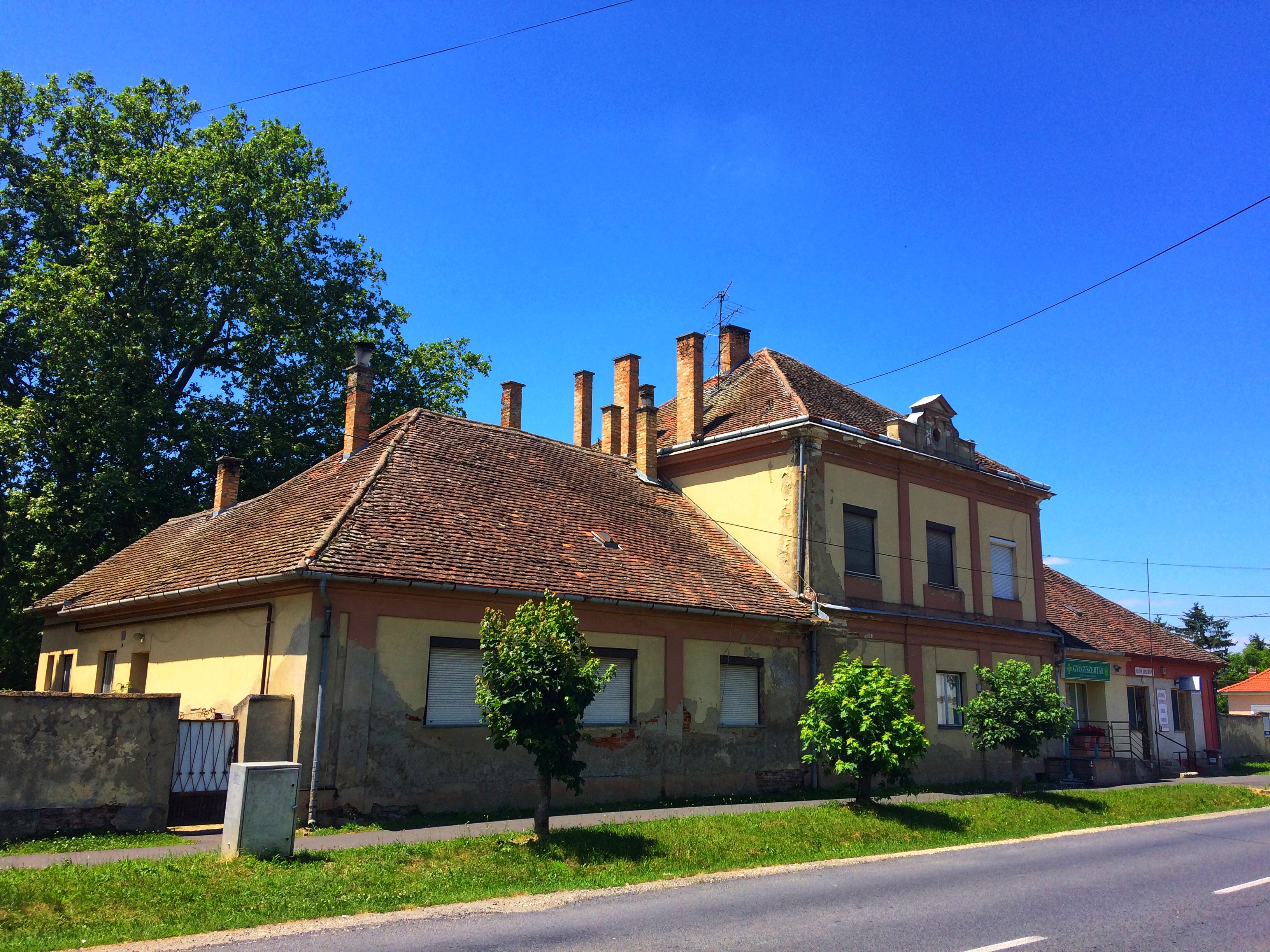
A kastély 2023-ban
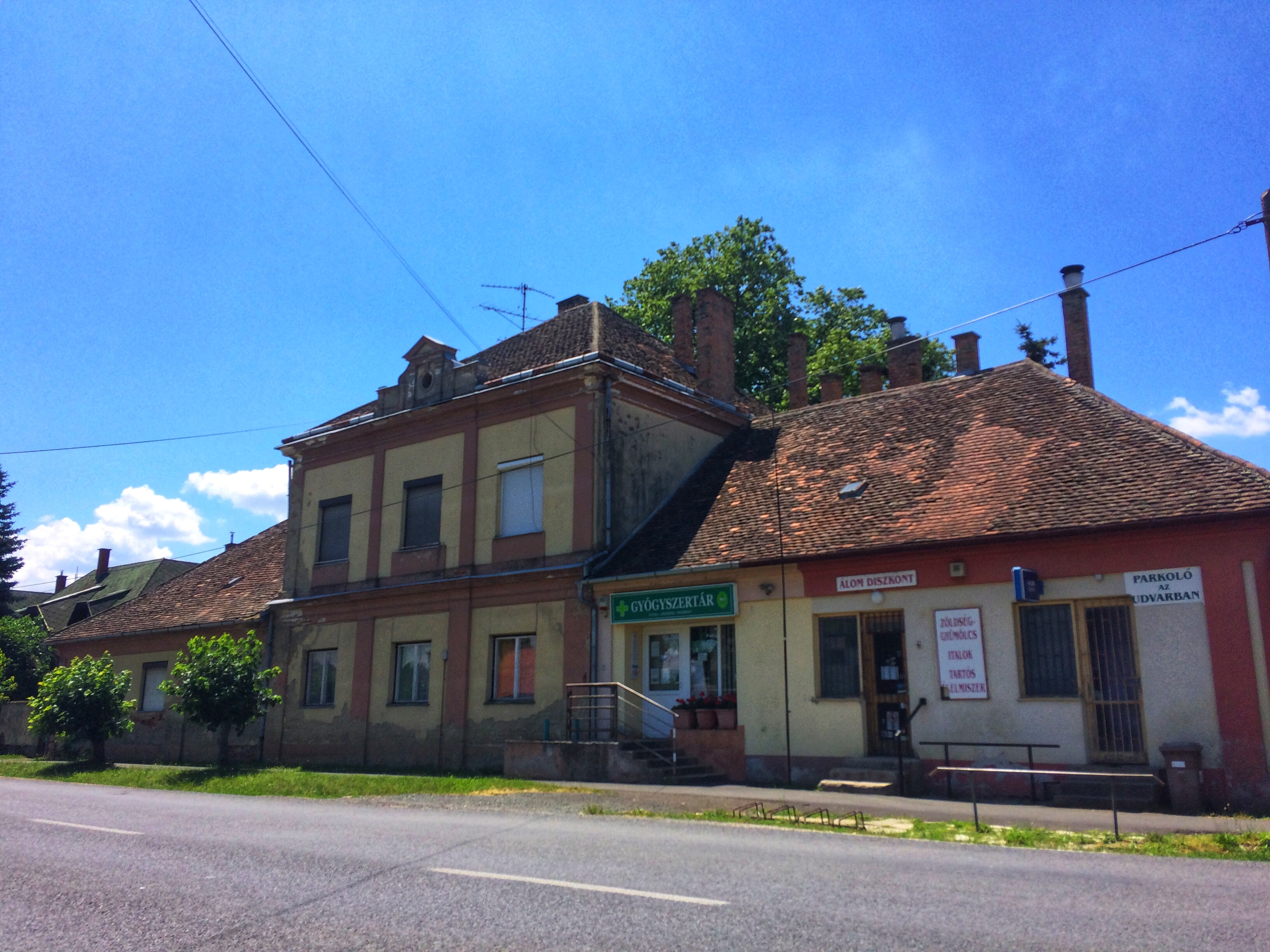
Az épület oldalában lévő boltok
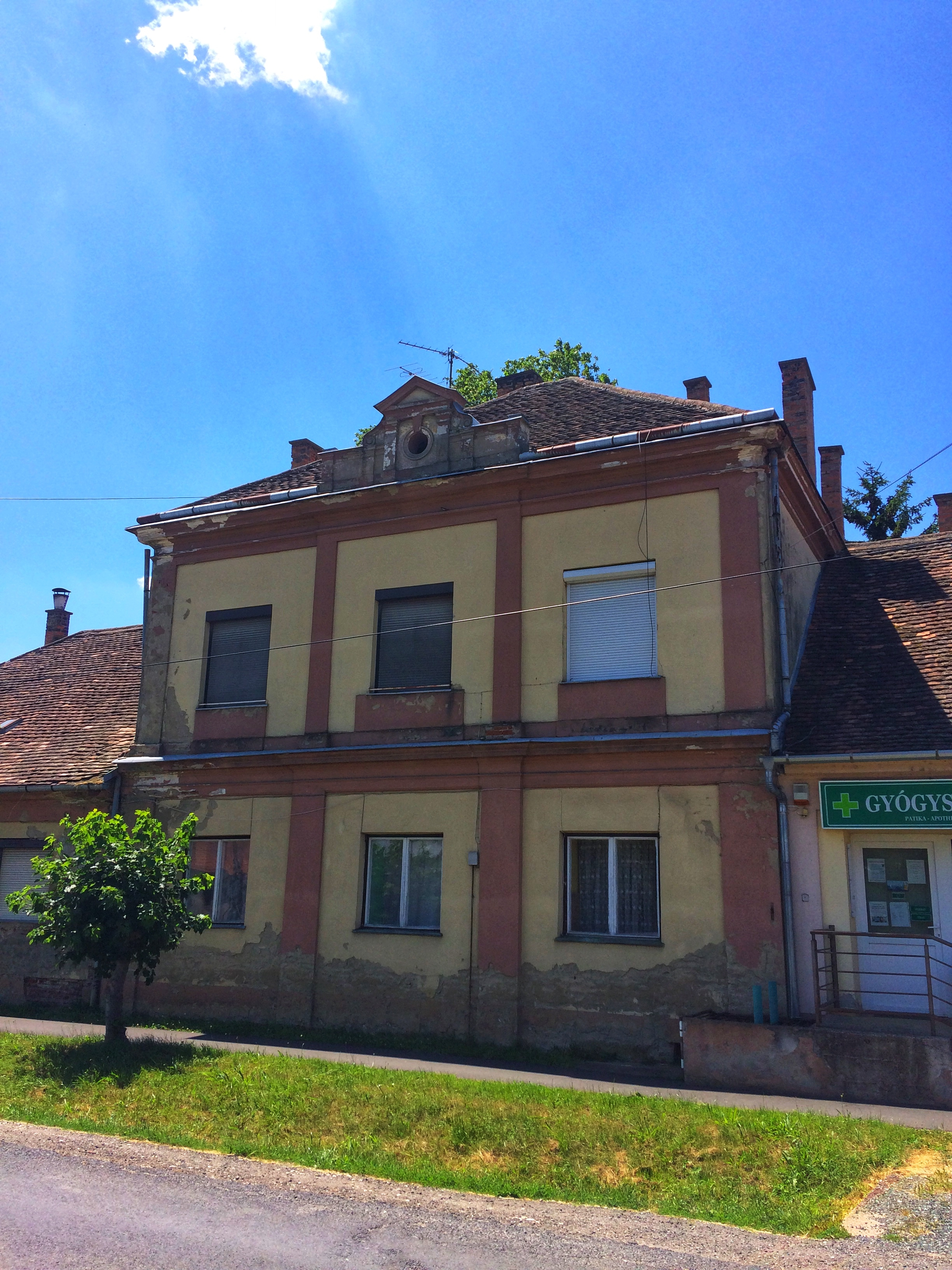
A főhomlokzat utcafronti része